# Saint-Jean-de-la-Forêt
Saint-Jean-de-la-Forêt är en kommun i departementet Orne i regionen Normandie i nordvästra Frankrike. Kommunen ligger i kantonen Nocé som tillhör arrondissementet Mortagne-au-Perche. År 2018 hade Saint-Jean-de-la-Forêt 159 invånare.

## Befolkningsutveckling
Antalet invånare i kommunen Saint-Jean-de-la-Forêt
| Referens: INSEE |